# Kuju
Kuiu (Kuju-kon, Kuiu Kwaan), pleme (kon) Tlingit Indijanaca, porodica Koluschan, s otoka Kuju Island u Arhipelagu Alexander pred obalom Aljaske. Godine 1880.-te imali su nekoliko naselja na obalama uz duboke zaljeve i fjordove otoka Kuwait i vjerojatno nekoliko na otoku Prince of Wales. Iste godine pleme je imalo 900 duša, od čega 60 na Prince of Wales. 
Njemački geograf Aurel Krause među njima spominje klanove Kujēĕdi, Kūn-hittan i Nas-tēdi.